# Hiroshi Ibusuki
Hiroshi Ibusuki  (en japonès: 指宿 洋史) (Nagareyama, el Japó, 27 de febrer de 1991) és un futbolista japonès. Juga de davanter en l'Adelaide United F. C. de la A-League australiana.

## Trajectòria
Es va formar al planter del Kashiwa Reysol. En la temporada 2008 va alternar participació tant en l'equip juvenil com amb el primer equip en la J1 League, la més alta categoria del futbol japonès.
A tan sols 17 anys va signar pel Girona F. C. el 2 de gener de 2009 en ple mercat d'hivern, amb un contracte de tres temporades i mitja, i esdevingué el primer futbolista extracomunitari en la història del club gironí. Al Japó es va armar un renou mediàtic després de la signatura pel Girona, fins al punt que després del gran nombre de visitants nipons en la web oficial del club, es va crear la versió en idioma japonès. Aquest mateix mes, un grup d'afeccionats del club, van fundar la Penya Ibusuki Hiroshi Girona F.C. Mentre arribava el seu transferiment internacional i altres documents legals, va jugar en el Juvenil B de Divisió d'Honor Juvenil. El seu debut com a professional va ser abans, el 19 d'abril, a Alacant, en l'estadi José Rico Pérez davant l'Hèrcules (3-0).
El 26 d'agost de 2010 el Girona el va cedir al C. E. Sabadell que jugava en la Segona Divisió B.
Al juliol de 2011 va ser traspassat al Sevilla Atlètic, essent el primer asiàtic del club andalús. El 21 de gener de 2012 es va estrenar amb el primer equip en una partida contra el Reial Betis Balompié jugant els darrers cinc minuts després de substituir Álvaro Negredo.
El 23 d'agost de 2012 el Sevilla F. C. aconsegueix un acord de cessió per un any amb el K. A. S. Eupen belga en què va jugar una temporada en la qual va fer un total de 10 gols.

## Selecció nacional
Va ser internacional amb la selecció japonesa sub-19 i selecció japonesa i sub-23.

## Clubs
| Club                        | País      | Any       |
| --------------------------- | --------- | --------- |
| Girona F. C.                |           | 2009-2011 |
| Reial Saragossa "B" (cedit) | 2009-2010 |           |
| C. E. Sabadell (cedit)      | 2010-2011 |           |
| Sevilla Atlètic             | 2011-2013 |           |
| K. A. S. Eupen (cedit)      | Bèlgica   | 2012-2013 |
| València C. F. Mestalla     | Espanya   | 2013-2014 |
| Albirex Niigata             | Japó      | 2014-2017 |
| JEF United Chiba            | Japó      | 2017-2018 |
| Shonan Bellmare             | Japó      | 2019-2020 |
| Shimizu S-Premi             | Japó      | 2021      |
| Adelaide United F. C.       | Australia | 2022-     |